# Saturnz Return
Saturnz Return (zapisywane czasem jako Saturnzreturn) – drugi album brytyjskiego DJ-a drum'n'bassowego Goldiego, wydany w 1998 roku przez FFRR Records. Na rynku pojawił się trzy lata po odnoszącej sukcesy płycie Timeless, gdy gatunek święcił już triumfy w Wielkiej Brytanii. Osiągnął duży sukces komercyjny i znalazł się na 15 miejscu UK Albums Chart, pomimo że składał się z aż dwóch dysków (pierwszy z nich wypełniała monstrualna, godzinna kompozycja z orkiestrą "Mother" oraz ośmiominutowy, ambientowy utwór na pianino i wokal).

## Lista utworów
Wszystkie utwory skomponował Goldie; wyjątki podane w nawiasach.

### Edycja CD
Dysk pierwszy
1. Mother – 60:11
2. Truth (ft. David Bowie) – 13:52 (zawiera hidden track „The Dream Within”

Dysk drugi
1. Temper Temper (ft. Noel Gallagher) – 5:14
2. Digital (ft. KRS-One) – 5:51
3. I'll Be There For You (Goldie, Anne Dudley, Malcolm McLaren, Trevor Horn) – 6:57
4. Believe – 7:01
5. Dragonfly – 16:04
6. Chico - Death of a Rockstar (Goldie, Jorge Mautner, Rob Playford) – 7:14
7. Letter of Fate – 7:54
8. Fury - The Origin – 6:30
9. Crystal Clear (Goldie, Justina Curtis) – 6:54
10. Demonz – 5:28

Kaseta CD zawiera takie same utwory, ale po 5 na każdej stronie z dysku drugiego

### Edycja winylowa
Strona A
- I'll Be There for You (Goldie, Anne Dudley, Malcolm McLaren, Trevor Horn) - 6:57

Strona B
1. Chico - Death of a Rockstar (Goldie, Jorge Mautner, Rob Playford) – 7:14

Strona C
1. Fury - The Origin – 6:30

Strona D
1. Crystal Clear (Goldie, Justina Curtis) – 6:54

Strona E
1. Demonz – 5:28

Strona F
1. Digital (ft. KRS-One) – 5:51
2. Temper Temper (ft. Noel Gallagher) – 5:14

Strona G
1. Letter of Fate – 7:54
2. Truth (ft. David Bowie) - 5:01

Strona H
1. Dragonfly – 16:04